# Аббатеджо
Аббатеджо (итал. Abbateggio) — коммуна в Италии, расположена в области Абруццо, в провинции Пескара.
Население составляет 435 человек (2008 г.), плотность населения составляет 26 чел./км². Занимает площадь 16 км². Почтовый индекс — 65020. Телефонный код — 085.
Покровителем коммуны почитается священномученик Лаврентий, празднование 10 августа.

## Демография
Динамика населения:

## Администрация коммуны
- Официальный сайт: http://www.comune.abbateggio.pe.it/